# Ctenus feshius
Ctenus feshius este o specie de păianjeni din genul Ctenus, familia Ctenidae, descrisă de Benoit, 1979.
Este endemică în Congo. Conform Catalogue of Life specia Ctenus feshius nu are subspecii cunoscute.